# Антициганизъм
Антициганизмът (на френски: antitziganisme, по аналогия с антисемитизъм), е термин, изразяващ проявата на враждебност или негативно отношение към циганите, предразсъдъци или расизъм. Използваният термин в Германия е Antiziganismus, в Русия – Антицыганизм, в Англия – Antiziganism (и Anti-Romanysm), в Чехия – Anticikanismus и т.н.
В течение на вековете циганите запазват отличителната си етническа култура, обичаи, морал, нрави и отношение към околния свят.

## История

### През Средновековието
В ранните години на ХІІІ век във византийски записи циганите се споменават като „магьосници…, обладани от дявола и преструващи се, че предсказват бъдещето“
Към ХVІ век много роми от централна и източна Европа работят като музиканти, обработват метали или служат като войници.
Османските турци, при настъпването си в територията на днешна България, потискат циганите като хора, „непрактикуващи постоянна работа“, като ги изпращат в най-ниските слоеве на обществото.
В царство Унгария (днешни Западна Словакия, Западна Унгария и Западна Хърватия) се засилва антиромската политика, защото ромите са възприемани като турски шпиони или петата колона на Османската империя. При тези условия ромите са прокудени от много от обитанията си и започват все повече да практикуват номадски живот.
Първото антиромско законодателство се появява през 1538 г. в княжество Моравия, а три години по-късно Фердинанд I заповядва изгонването на всички роми от държавата му след серия от пожари в Прага. След седем години парламентът на Свещената Римска империя постановява: „Който и да убие циганин, се счита за невинен за убийство". През 1556 г. правителството забранява давенето на ромски жени и деца.
В Англия с Египетския акт от 1530 г. се забранява влизането в страната на роми и се задължават тези, които живеят в нея, да я напуснат в рамките на 16 дни. Неподчинилите се, се наказват с конфискация на имуществото, затвор и депортиране. Актът е коригиран през 1554 г., като постановява циганите да преустановят своя „покварен, лентяйски и безбожен живот“, като преминат към уседнал начин на живот. За тези, които не се подчиняват на издадената заповед, се предприемат екзекуции за назидание на другите роми.

### Ново време

#### 18 век
През 1774 г., Мария Тереза издава заповед, забраняваща бракосъчетаването на цигани. Ако циганка се омъжи за не-циганин, то тя трябва да докаже „способности на прилежна домакиня и познаване на католическите ценности“, при мъж от цигански произход се изисква той да докаже „възможността си да издържа жена и деца“. Заповедта гласи още, че циганските деца (чаветата) на възраст над пет години трябва да се отнемат и да се дадат на не-циганско семейство за отглеждане".
В Румъния циганите са използвани като роби през 18 и 19 век. Робството е отменено около 1856 г.

#### Третия райх
По времето на Третия райх циганите в Европа са били преследвани и убивани. Според различни оценки от 1945 г. са загинали между 500 000 и 1 500 000 души.

## В днешно време

### България
През месец септември 2011 г. убийство на етнически българин от роднини на престъпния лидер Кирил Рашков, който е публично известен като самопровъзгласил се „цар на циганите“, предизвиква антицигански вълнения в по-големите градове на България. Причината за това е идентифициране на престъпния бос с етническата му принадлежност. Протестиращи правят опити да атакуват няколко цигански махали, но са спрени от полицията. Антициганските протести са подкрепени от ултраси от ФК Зенит, които в мач от Шампионска лига вдигна транспарант на български език: „България за българите, а не за мръсотия“.
В Ямбол, предоставеният от общинските власти блок 20 за живеене на цигански семейства, е разграбен и с разрушени инсталации от обитаващите. След като е установено, че заради безстопанствеността на обитателите огромната сграда е приведена в състояние опасна за живеене, е разрушена от общината.

### Косово
След Косовската война Дружеството на застрашените народи заявява, че около 80% от 150-хилядното циганско население на Косово е прогонено от албанското население.

### Словакия
През месец септември 2011 г. словашкият националист и екстремист Ян Слота предлага да бъде създадена отделна държава за циганите. Предложението на Слота не става популярно извън екстремистките среди, а недоверието към критиките му за циганската престъпност се подклаждат от съдебното му минало (присъди за грабежи на магазини, автомобили, месарници).

### Унгария
През месец април 2011 г., стълкновение между цигани и активисти от ултрадясно движение става в едно от селата в източна Унгария. Съобщава се, че в последните години в Унгария етническото напрежение между циганите и етническите унгарци се засилва.

### Франция
През 2009 г. от Франция са изгонени 9875 цигани, от тях 85% емигранти от Румъния. През 2010 г. френското правителство експулсира множество цигани, емигрирали от България и Румъния. Тези действия на френската полиция биват критикувани от лявата опозиция като нехуманни и опит за привличане на крайнодесни избиратели в предизборно време.

### Чехия
През месец септември 2011 г., в Чехия започват да се надигат антицигански вълнения. Пристигането им предизвиква силни реакции от местните чехи в региона, които привличат на своя страна крайнодесни националисти. Неонацисти организират антицигански погроми в Устецкия и Моравско-силезийския. При едно от нападенията, в град Витков, е загинало 3-годишно ромско момиче. Широката общественост реагира изключително остро на насилието, като благотворителна кампания събира пари за възстановяване на къщата на пострадалото семейство, а нападателите са осъдени на 18 и 22 години затвор.